# Ricinoides atewa
Ricinoides atewa Naskrecki, 2008 è una specie di Ricinulei appartenente alla famiglia Ricinoididae. Scoperto e classificato nel 2008 in Ghana da Piotr Naskrecki, si nutre di termiti, formiche e piccole larve. È anche chiamato dinoragno perché esistevano animali simili, 300 milioni di anni fa, prima dell'avvento dei dinosauri.
L'aspetto sembra essere una combinazione tra un granchio e un ragno, con l'organo riproduttivo posto sulle due gambe.